# Zeugophora luzonica
Zeugophora luzonica is een keversoort uit de familie halstandhaantjes (Megalopodidae). De wetenschappelijke naam van de soort werd in 1922 gepubliceerd door Julius Weise.